# 丙二酸根

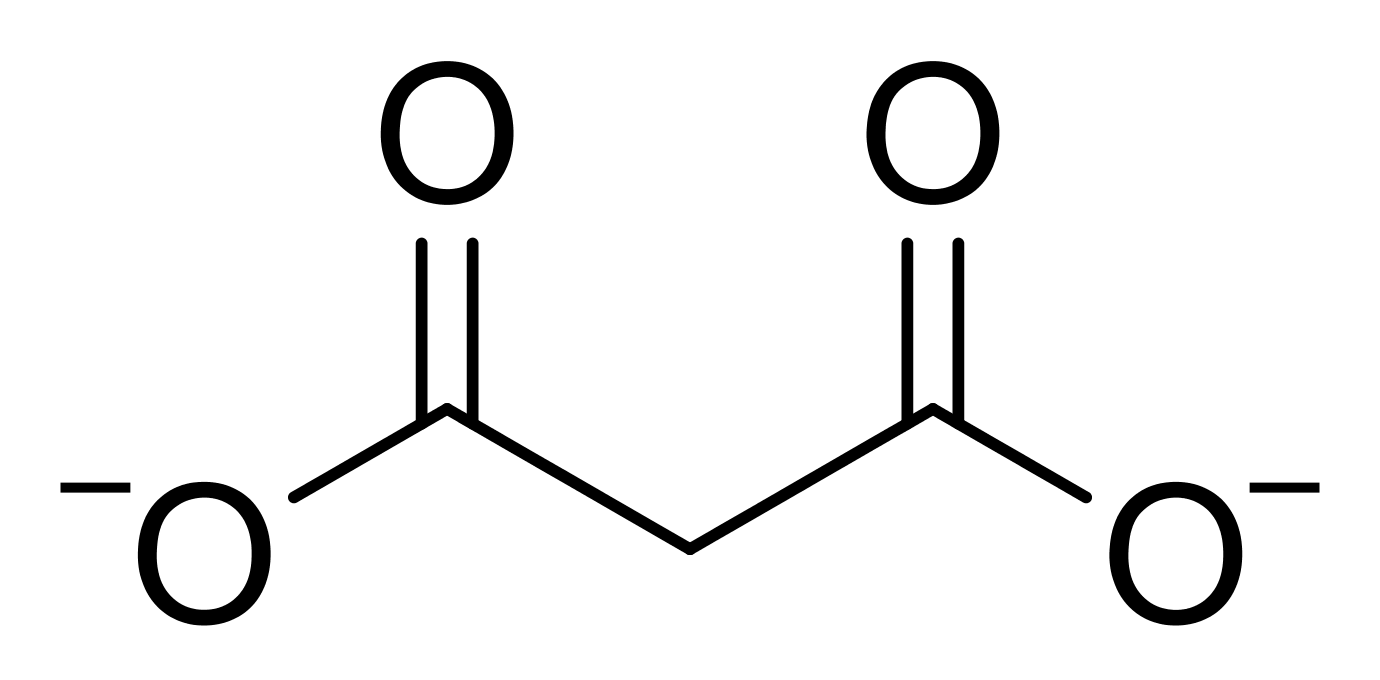
丙二酸根的化學結構

丙二酸根（Malonate）為脫除兩個氫離子的丙二酸，為一帶兩個負電的離子基團，化學式為CH2(COO)22−。丙二酸根化合物包含鹽類等離子化合物，及酯類等分子化合物，包含
- 丙二酸二乙酯：(C2H5)2(C3H2O4)
- 丙二酸二甲酯：(CH3)2(C3H2O4)
- 丙二酸钠：Na2(C3H2O4)

丙二酸根在結構上與琥珀酸根類似，兩者僅差一個，為琥珀酸脱氢酶的競爭性抑制劑，與琥珀酸競爭酵素。丙二酸根也能減緩細胞呼吸作用。